# Juno (rumsonde)
 For alternative betydninger, se Juno (flertydig). (Se også artikler, som begynder med Juno)
Juno er en rumsonde fra NASA, navngivet efter den romerske gudinde Juno. Den blev opsendt fra Cape Canaveral Air Force Station 5. august 2011 og havde som mål at gå i bane rundt om Jupiter. Den var en del af "new frontiers (en)" programmet.
Sonden nåede frem den 4. juli 2016 og forventes at afslutte sin mission med sidste omløb om planeten d. 30. juli 2021. Rumsonden vil gå i bane rundt om polerne for at studere planetens magnetfelt og tyndekraft. Juno vil også lede efter bevis for at Jupiter har en stenkerne, hvordan den er formet og udforske hvor meget vand som findes i dens atmosfære. Sonden skal også studere Jupiters vinde, som kan nå hastigheder op mod 600 km/t.
Juno er den anden rumsonde der blevet sendt ud for at se på Jupiters kredsløb. Som den eneste er Juno udstyret med solceller og har de største solcelle-"vinger" og største strømgeneration.